# Minnesota Fighting Saints
Die Minnesota Fighting Saints waren ein Eishockeyteam aus St. Paul, Minnesota, das von 1972 bis 1977 in der nordamerikanischen World Hockey Association (WHA) aktiv war. Das Team musste nach finanziellen Problemen 1976 den Spielbetrieb einstellen. Nachdem die Cleveland Crusaders nach St. Paul umgezogen waren, lebte das Franchise zur kommenden Saison wieder auf, konnten aber die Saison 1976/77 nicht beenden.

## Geschichte
Im August 1971 erhielt St. Paul den Zuschlag für ein Franchise in der WHA. Während viele der frühen Standorte sich bis zur Aufnahme des Spielbetriebs noch änderten, schaffte man es hier auch am ursprünglich geplanten Standort zu spielen.
In St. Paul war man stolz eine eigene Mannschaft zu haben und die Konkurrenz zu den Minnesota North Stars, die auf der anderen Seite des Mississippi in Minneapolis spielten, wirkte sich für das Team positiv aus. Nachdem das neue St. Paul Civic Center zu Beginn der Saison 1972/73 noch nicht fertiggestellt war, überbrückte man die Zeit bis Ende 1972 im Metropolitan Center.
Während man in der NHL kaum ein Team fand, das mehr als zwei US-amerikanische Spieler in seinen Reihen hatte, setzte man bei den Fighting Saints auf US-Spieler. Über ein Dutzend Spieler waren in den Vereinigten Staaten geboren. Nach Stars suchte man bei den Saints vergeblich. Erwähnenswert sind im Kader der ersten Saison Wayne Connelly, der mit 70 Punkten bester Scorer des Teams war und der damals 21-jährige Mike Antonovich, der zu einem der Spieler werden sollte, die die meisten WHA-Spiele bestritten. Mit knapp 6.000 Zuschauern in der ersten Saison hatte man eine solide Fan-Basis. Für das Erreichen der Playoffs musste man in einem Entscheidungsspiel die Alberta Oilers bezwingen. In der ersten Runde machte man den Winnipeg Jets das Leben schwer, schied aber aus.
In der Saison 1973/74 mauserte sich das Team. Ein Glücksgriff war Mike Walton, der zuvor in der NHL bei den Toronto Maple Leafs und den Boston Bruins eine ordentliche Rolle gespielt hatte. In der WHA wurde er auf Anhieb Topscorer mit 117 Punkten. Hinter den Houston Aeros belegte man den zweiten Platz. In der ersten Playoffrunde wurden die Edmonton Oilers ausgeschaltet und in der zweiten Runde unterlag man Houston. Nachdem man in dieser Saison nun im St. Paul Civic Center spielen konnte, dass 15.705 Zuschauern einen Platz bot, sahen 81.569 Zuschauer die sechs Playoffspiele.
Wieder angeführt von Walton und Connolly überzeugten die Saints mit einem kompakten Kader. In der Saison 1974/75 erzielten neun Spieler mehr als 15 Tore. Erneut überstand das Team die erste Playoffrunde, aber wie schon im Vorjahr endeten die Playoffs, die mehr als 10.000 Zuschauer pro Spiel anzogen im Halbfinale. Trauriger Höhepunkt war ein Faustschlag von Minnesotas Strafbankkönig und Publikumsliebling Gord Gallant gegen den eigenen Trainer Harry Neale nach dem ersten Playoffspiel. Gallant wurde suspendiert und sofort nach der Spielzeit abgegeben.
Zur Saison 1975/76 unternahm man ernste Anstrengungen mit Bobby Orr den Superstar der NHL zu verpflichten, doch der lehnte ab. Stattdessen holte man mit Dave Keon einen routinierten NHL-Spieler. Sportlich war man auf einem guten Weg komfortabel in die Playoffs einzuziehen und der Zuschauerschnitt lag über 8.000. Doch die Zahlungsfähigkeit des Teams war eingeschränkt und die Spieler bekamen ihre Gehälter nicht ausgezahlt. Die Liga war vom Aufgeben der Ottawa Civics noch angeschlagen, als auch in Minnesota nach 59 Spielen am 27. Februar 1976 die Lichter ausgingen.

### Minnesota Fighting Saints II
Nachdem in Cleveland ein NHL-Team Einzug hielt, suchte das WHA-Team der Cleveland Crusaders nach einer neuen Heimat und entschied sich schließlich auf die solide Fan-Basis der Saints zu setzen. Man behielt den alten Namen und das Logo bei, ersetzte in den Vereinsfarben jedoch das blau durch scharlachrot. Rechtlich war das Team Nachfolger der Cleveland Crusaders, inhaltlich versuchte man aber den alten Fighting Saints zu folgen und holte eine Reihe von Spielern des Vorjahres nach Minnesota zurück. Erneut war das Team um Dave Keon und Mike Antonovich sportlich erfolgreich. Der Zuschauerzuspruch mit über 6.000 war ordentlich, auch wenn er die Jahre zuvor nicht mehr erreichte. Ein Rechtsstreit zwischen den Besitzern Nick Mileti und Bob Brown mit der Stadt St. Paul zwang das Team am 17. Januar 1977 zur erneuten Aufgabe.